# Plasmodiophoridae
A Plasmodiophoridae obligát endoparazita Rhizaria-fajok csoportja az Endomyxa törzsben. Taxonómiailag a Phagomyxida rend testvére, a Plasmodiophorida egyetlen családja.

## Ökológia és patológia
A Plasmodiophorida számos élőlény, elsősorban zöld növények patogénje. A legismertebbek például a gyökérgolyva, a spongospórás varasodás és a vízitormagyökér-görbülés, és a Beta, a mogyorófélék, az egyszikűek és a burgonyafélék vírusainak, például a burgonyafasciatio-vírus vagy a répanekrózisossárgulás-vírus vektorai.

## Taxonómia

### Történet
A Plasmodiophoridát eleinte gombáknak tekintették. Taxonómiai csoportként először Friedrich Wilhelm Zopf írta le 1885-ben, aki a Plasmodiophora és a Tetramyxa nemzetségeket egyesítette a Myxomycetes törzs Monadineæ csoportja Plasmodiophoreæ családjában. A családot Augusto Napoleone Berlese 1888-ban Plasmodiophoraceaere nevezte át. 1892-ben Adolf Engler a családot a Plasmodiophorales osztályba helyezte át, melyet később Plasmodiophoromycetesre neveztek át a szabványoknak megfelelően.
1969-ben Robert Whittaker ötországos rendszerében a csoportot törzsként sorolta be Plasmodiophoromycota néven, és protisztáknak tekintette, nem gombáknak.
1993-ban Thomas Cavalier-Smith a Plasmodiophoridát és a Phagomyxidát a polifiletikus Opalozoa törzs Phytomyxea osztályába sorolta számos nem rokon ostorossal, Opalinidae- és Proteomyxia-taggal együtt. E törzset végül elvetették, és az Opalozoa név a Bigyra egy csoportját jelenti, tagjai az Opalinata, Bicosoecida és rokon csoportjaik. Filogenetikai elemzés alapján 2002-ben Cavalier-Smith a Phytomyxeát az Endomyxa altörzsbe helyezte a Rhizaria Cercozoa törzsébe. Későbbi rendszertanok az Endomyxát kivették a Cercozoából, és áthelyezték előbb a Retariába, majd önálló törzssé tették.

### Osztályozás
A nemzetségek száma forrásonként változik. 3 elfogadott nemzetség van a csoportban a WoRMS regisztere szerint, ezek a Plasmodiophora, Spongospora és a Tetramyxa. Alább a regiszteren kívüli, de releváns forrásokban előforduló nemzetségek találhatók:
- Ligniera R. Maire et A. Tison 1911 (=Anisomyxa Nemec 1913; Rhizomyxa Borzí 1884; Sorolpidium B. Nĕmec 1911)
- Membranosorus C.H. Ostenfeld et H.E. Petersen 1930
- Octomyxa J.N. Couch J. Leitner et A. Whiffen 1939
- Polymyxa G.A. Ledingham 1939
- Plasmodiophora Woronin 1877 (=Ostenfeldiella Ferdinandsen et Winge 1914)
- Sorodiscus G. Lagerheim et Ø. Winge 1912
- Sorosphaerula J. Schröt. 1886 (as Sorosphaera) nom. nov. Neuhauser et Kirchmair 2011[17] (=Tuburcinia E.M. Fries; Sorosporium F. Rudolphi 1829)
- Spongospora Brunch. 1887 (=Clathrosorus C. Ferdinandson et Ö. Winge 1920)
- Tetramyxa K. Goebel 1884 (=Molliardia R. Maire et A. Tison 1911; Thecaphora W. A. Setchell 1924)
- Woronina Cornu 1872

E nemzetségeket eleinte a Plasmodiophorida tagjainak gondolták kivételükig:
- Cystospora J.E. Elliott 1916 – feltehetően fiziológiás tünet.
- Frankiella Maire et A. Tison 1909 – a Frankia baktérium szinonimája.
- Peltomyces L. Léger 1909 – besorolhatatlan.
- Pyrrhosorus H. O. Juel 1901 – Labyrinthulida incertae sedisként besorolva.[19]
- Sporomyxa L. Léger 1907 – besorolhatatlan.
- Trematophlyctis Patouillard 1918 – Chytridiomycetes-tag.[20]

## Fordítás
Ez a szócikk részben vagy egészben  a   Plasmodiophore című angol Wikipédia-szócikk ezen változatának fordításán alapul.  Az eredeti cikk szerkesztőit annak laptörténete sorolja fel. Ez a jelzés csupán a megfogalmazás eredetét és a szerzői jogokat jelzi, nem szolgál a cikkben szereplő információk forrásmegjelöléseként.